# Ca la noi (EP)
Ca la noi este al doilea extended play (EP) al trupei fiind lansat pe data de 17 septembrie 2000 după Dumnezeu e băiat de cartier (oare?) lansat în 1999, și a fost lansat prin Cat Music / Media Services. Pe EP sunt invitați Uzzi de la B.U.G. Mafia, Moni-K, Pacha Man și 6ase:6ase. EP-ul conține 8 track-uri dintre care 7 piese și un interludiu, iar EP-ul a mai beneficiat și de un videoclip, acesta fiind  Vorbe (versiune video) în colaborare cu Uzzi care este inclus numai pe varianta CD.

## Tracklist[3]
| Nr. | Titlu                                              | Autor(i)                       | Text                    | Lungime |  |
| 1.  | „Ca la noi”                                        | La Familia                     | Puya și Sișu            | 3:50    |  |
| 2.  | „Atât de greu” (Feat. Moni-K)                      | La Familia                     | Puya și Sișu            | 4:13    |  |
| 3.  | „La fel ca-n prima zi” (Feat. 6ase:6ase)           | La Familia                     | Puya, Sișu și 6ase:6ase | 5:07    |  |
| 4.  | „Vorbe” (Feat. Uzzi) (versiune video)              | La Familia                     | Puya, Sișu și Uzzi      | 4:05    |  |
| 5.  | „Interludiu”                                       | La Familia                     | Puya și Sișu            | 0:50    |  |
| 6.  | „Fă ce trebuie să faci”                            | La Familia și Andrei Kerestely | Puya și Sișu            | 4:24    |  |
| 7.  | „În pericol” (Feat. Pacha Man)                     | La Familia                     | Puya, Sișu și Pacha Man | 3:38    |  |
| 8.  | „Vorbe” (Feat. Uzzi) (versiune video) (Radio Edit) | La Familia                     | Puya, Sișu și Uzzi      | 4:07    |  |

| Bonus track CD: |                                  |                 |                    |         |  |
| Nr.             | Titlu                            | Autor(i)        | Text               | Lungime |  |
| 9.              | „Vorbe” (Feat. Uzzi) (Videoclip) | La Familia      | Puya, Sișu și Uzzi | 4:05    |  |
| Lungime totală: | Lungime totală:                  | Lungime totală: | Lungime totală:    | 31:19   |  |